# Theatre of Tragedy (album)
Theatre of Tragedy è l'album di debutto pubblicato dall'omonima band nel 1995, attraverso l'etichetta discografica Massacre Records.

## Descrizione
Theatre of Tragedy, che in Europa vendette circa un totale di 75 000 copie, è considerato uno dei capolavori del genere gothic metal. Attraverso quest'album la band norvegese ha dato origine alla tecnica vocale nota come Beauty and the Beast, la quale prevede la costante alternanza tra una voce death maschile (Raymond I. Rohonyi) e un soprano (Liv Kristine Espenæs); negli anni a venire l'originale tecnica ha vantato di innumerevoli tentativi d'imitazione anche da parte di band altrettanto celebri nell'ambito di tale genere. Inoltre il brano A Hamlet for a Slothful Vassal – sul quale è stato anche girato un videoclip – è da sempre considerato come un classico del gothic metal.

I testi dell'album sono in medio inglese.

## Tracce
1. A Hamlet for a Slothful Vassal – 4:05
2. Cheerful Dirge – 5:02
3. To These Words I Beheld No Tongue – 5:06
4. Hollow-Heartéd, Heart-Departéd – 4:57
5. ...a Distance There is... – 8:51
6. Sweet Art Thou – 3:58
7. Mïre – 4:08
8. Dying – I Only Feel Apathy – 5:10
9. Monotonë – 3:10

## Formazione
- Raymond I. Rohonyi - voce maschile
- Liv Kristine Espenæs - soprano
- Pål Bjåstad - chitarra
- Tommy Lindal - chitarra
- Lorentz Aspen - pianoforte, tastiere
- Eirik T. Saltrø - basso
- Hein Frode Hansen - batteria